# Jabuka, Kolašin
Jabuka este un sat din comuna Kolašin, Muntenegru. Conform datelor de la recensământul din 2003, localitatea are 48 de locuitori (la recensământul din 1991 erau 41 de locuitori).

## Demografie
În satul Jabuka locuiesc 35 de persoane adulte, iar vârsta medie a populației este de 39,3 de ani (40,6 la bărbați și 37,5 la femei). În localitate sunt 16 gospodării, iar numărul mediu de membri în gospodărie este de 3,00.
Populația localității este foarte eterogenă.
|  |

| Demografie | Demografie | Demografie |
| An         | Locuitori  | Locuitori  |
| ---------- | ---------- | ---------- |
|            |            |            |
|            |            |            |
|            |            |            |
|            |            |            |
| 1948       | 217        |            |
| 1953       | 204        |            |
| 1961       | 129        |            |
| 1971       | 76         |            |
| 1981       | 99         |            |
| 1991       | 41         | 41         |
| 2003       | 48         | 48         |

| \| Componența etnică conform recensământului din 2003[2] \| Componența etnică conform recensământului din 2003[2] \| Componența etnică conform recensământului din 2003[2] \| Componența etnică conform recensământului din 2003[2] \| Componența etnică conform recensământului din 2003[2] \| \| ----------------------------------------------------- \| ----------------------------------------------------- \| ----------------------------------------------------- \| ----------------------------------------------------- \| ----------------------------------------------------- \| \| \| \| \| \| \| \| Sârbi \| Sârbi \| \| 28 \| 58,33% \| \| Muntenegreni \| Muntenegreni \| \| 18 \| 37,5% \| \| Croați \| Croați \| \| 1 \| 2,08% \| \| Musulmani \| Musulmani \| \| 1 \| 2,08% \| \| necunoscută \| necunoscută \| \| 0 \| 0% \| |              |  |    |        |
| Componența etnică conform recensământului din 2003 |              |  |    |        |
| |              |  |    |        |
| Sârbi | Sârbi        |  | 28 | 58,33% |
| Muntenegreni | Muntenegreni |  | 18 | 37,5%  |
| Croați | Croați       |  | 1  | 2,08%  |
| Musulmani | Musulmani    |  | 1  | 2,08%  |
| necunoscută | necunoscută  |  | 0  | 0%     |